# Ordem do Sol Nascente
A Ordem do Sol Nascente (旭日章 Kyokujitsu shō) é uma ordem japonesa, estabelecida em 1875 pelo Imperador Meiji. Criada pelo Conselho de Estado, foi a primeira condecoração nacional entregue pelo governo japonês e uma das mais antigas ordens ainda em atividade no mundo. É inferior somente à Ordem do Crisântemo, sendo portanto a segunda mais prestigiada ordem honorífica japonesa. É entregue em nome do Imperador àqueles que prestaram "longos e meritórios serviços ao país"; destinada a civis e militares, japoneses e estrangeiros.   
A Ordem do Sol Nascente já foi conferida pelo menos quatro milhões de vezes. Em 1981, passou por uma reformulação, passando a ser entregue também a cidadãos estrangeiros do sexo masculino. Somente em 2003, após uma nova reformulação, a ordem passou a ser entregue a mulheres e homens em igualdade. O símbolo e o nome da ordem são em referência à expressão "Terra do Sol Nascente", geralmente usada para referir-se ao Japão. 

## Classes
Em 2003, a Ordem do Sol Nascente, que possuía até então nove classes, foi reformulada. Sendo, portanto, criada a Ordem da Paulownia e abolido outras duas classes. Desde então, o Sol Nascente possui seis classes de laureados. O laureado recebe um diploma e a insígnia da Ordem em nome do Imperador. As classes atuais são:
- Grande-Colar
- Estrela de Ouro e Prata
- Raios Dourados com Faixa
- Raios Dourados com Roseta
- Raios de Ouro e Prata
- Raios de Prata